# Adriatica Ionica Race 2019
L'Adriatica Ionica Race 2019 est la deuxième édition de cette course cycliste sur route masculine. Elle a lieu du 24 au 28 juillet 2019 en Italie, de Favaro Veneto (une des municipalités de terre ferme de la commune de Venise) à Trieste. Elle figure au calendrier de l'UCI Europe Tour 2019 en catégorie 2.1. et comprend cinq étapes pour une distance total de 731,6km. 
Un critérium non officiel est organisé la veille de la première étape, il s'agit d'un contre-la-montre sur un circuit de 2,7km dans Mestre (autre municipalité de Venise). 

## Équipes
Dix-neuf équipes sont présentes au départ de la course : huit équipes du circuit UCI World Tour, neuf équipes continentale professionnelle, une équipe de continentale et la sélection italienne. Le peloton est formé de 132 coureurs.
| WorldTeams (8)- EF Education First - Astana - Bahrain-Merida - UAE Team Emirates - Trek-Segafredo - Deceuninck-Quick Step - Dimension Data - Movistar Team Équipes continentales professionnelles (9)- Androni Giocattoli-Sidermec - Bardiani CSF - Nippo Vini Fantini Faizanè - Neri Sottoli-Selle Italia-KTM - Roompot-Charles - Sport Vlaanderen-Baloise - Team Novo Nordisk - Caja Rural-Seguros RGA - Israel Cycling Academy Équipe continentale- Cycling Team Friuli Équipe nationale- Italie |
| |

## Étapes
Le parcours est constitué de quatre étapes et d'un prologue, il y a une étape de plaine, deux étapes de moyenne montagne et une étape de montagne avec une arrivée au sommet à Tre Cime di Lavaredo.
| Étape     | Date      | Villes étapes                    | type              | Distance (km) | Vainqueur d'étape | Leader du classement général |
| --------- | --------- | -------------------------------- | ----------------- | ------------- | ----------------- | ---------------------------- |
| 1re étape | 24 juill. | Mestre – Mestre                  | étape de plaine   | 81            | Phil Bauhaus      | Phil Bauhaus                 |
| 2e étape  | 25 juill. | Favaro Veneto – Grado            | étape de plaine   | 189           | Álvaro Hodeg      | Álvaro Hodeg                 |
| 3e étape  | 26 juill. | Palmanova – Tre Cime di Lavaredo | étape de montagne | 204,6         | Mark Padun        | Mark Padun                   |
| 4e étape  | 27 juill. | Padola – Cormons                 | étape vallonnée   | 204,5         | Remco Evenepoel   | Mark Padun                   |
| 5e étape  | 28 juill. | Padola – Trieste                 | étape vallonnée   | 133,5         | Álvaro Hodeg      | Mark Padun                   |

## Déroulement de la course

### 1reétape
| \| Classement de l'étape \| Classement de l'étape \| Classement de l'étape \| Classement de l'étape \| Classement de l'étape \| \| Coureur \| Coureur \| Pays \| Équipe \| Temps \| \| --------------------- \| --------------------- \| --------------------- \| --------------------- \| --------------------- \| \| 1er \| Phil Bauhaus \| Allemagne \| Bahrain-Merida \| 1 h 43 min 36 s \| \| 2e \| Álvaro Hodeg \| Colombie \| Deceuninck-Quick Step \| + 0 s \| \| 3e \| Sep Vanmarcke \| Belgique \| EF Education First \| + 0 s \| \| 4e \| Davide Martinelli \| Italie \| Deceuninck-Quick Step \| + 0 s \| \| 5e \| Sacha Modolo \| Italie \| EF Education First \| + 0 s \| \| 6e \| Boy van Poppel \| Pays-Bas \| Roompot-Charles \| + 0 s \| \| 7e \| Mikkel Honoré \| Danemark \| Deceuninck-Quick Step \| + 0 s \| \| 8e \| Roberto Ferrari \| Italie \| UAE Team Emirates \| + 0 s \| \| 9e \| Rui Oliveira \| Portugal \| UAE Team Emirates \| + 0 s \| \| 10e \| Florian Sénéchal \| France \| Deceuninck-Quick Step \| + 0 s \| |                   |           |                       |                 |
| |                   |           |                       |                 |
| Source : ProCyclingStats |                   |           |                       |                 |
| Classement de l'étape |                   |           |                       |                 |
| Coureur | Coureur           | Pays      | Équipe                | Temps           |
| 1er | Phil Bauhaus      | Allemagne | Bahrain-Merida        | 1 h 43 min 36 s |
| 2e | Álvaro Hodeg      | Colombie  | Deceuninck-Quick Step | + 0 s           |
| 3e | Sep Vanmarcke     | Belgique  | EF Education First    | + 0 s           |
| 4e | Davide Martinelli | Italie    | Deceuninck-Quick Step | + 0 s           |
| 5e | Sacha Modolo      | Italie    | EF Education First    | + 0 s           |
| 6e | Boy van Poppel    | Pays-Bas  | Roompot-Charles       | + 0 s           |
| 7e | Mikkel Honoré     | Danemark  | Deceuninck-Quick Step | + 0 s           |
| 8e | Roberto Ferrari   | Italie    | UAE Team Emirates     | + 0 s           |
| 9e | Rui Oliveira      | Portugal  | UAE Team Emirates     | + 0 s           |
| 10e | Florian Sénéchal  | France    | Deceuninck-Quick Step | + 0 s           |

| \| Classement général \| Classement général \| Classement général \| Classement général \| Classement général \| \| Coureur \| Coureur \| Pays \| Équipe \| Temps \| \| ------------------ \| ------------------ \| ------------------ \| --------------------- \| ------------------ \| \| 1er \| Phil Bauhaus \| Allemagne \| Bahrain-Merida \| 1 h 43 min 36 s \| \| 2e \| Álvaro Hodeg \| Colombie \| Deceuninck-Quick Step \| + 20 s \| \| 3e \| Sep Vanmarcke \| Belgique \| EF Education First \| + 38 s \| \| 4e \| Davide Martinelli \| Italie \| Deceuninck-Quick Step \| + 41 s \| \| 5e \| Sacha Modolo \| Italie \| EF Education First \| + 52 s \| \| 6e \| Boy van Poppel \| Pays-Bas \| Roompot-Charles \| + 1 min 08 s \| \| 7e \| Mikkel Honoré \| Danemark \| Deceuninck-Quick Step \| + 1 min 10 s \| \| 8e \| Roberto Ferrari \| Italie \| UAE Team Emirates \| + 1 min 13 s \| \| 9e \| Rui Oliveira \| Portugal \| UAE Team Emirates \| + 1 min 29 s \| \| 10e \| Florian Sénéchal \| France \| Deceuninck-Quick Step \| + 1 min 48 s \| |                   |           |                       |                 |
| |                   |           |                       |                 |
| Source : ProCyclingStats |                   |           |                       |                 |
| Classement général |                   |           |                       |                 |
| Coureur | Coureur           | Pays      | Équipe                | Temps           |
| 1er | Phil Bauhaus      | Allemagne | Bahrain-Merida        | 1 h 43 min 36 s |
| 2e | Álvaro Hodeg      | Colombie  | Deceuninck-Quick Step | + 20 s          |
| 3e | Sep Vanmarcke     | Belgique  | EF Education First    | + 38 s          |
| 4e | Davide Martinelli | Italie    | Deceuninck-Quick Step | + 41 s          |
| 5e | Sacha Modolo      | Italie    | EF Education First    | + 52 s          |
| 6e | Boy van Poppel    | Pays-Bas  | Roompot-Charles       | + 1 min 08 s    |
| 7e | Mikkel Honoré     | Danemark  | Deceuninck-Quick Step | + 1 min 10 s    |
| 8e | Roberto Ferrari   | Italie    | UAE Team Emirates     | + 1 min 13 s    |
| 9e | Rui Oliveira      | Portugal  | UAE Team Emirates     | + 1 min 29 s    |
| 10e | Florian Sénéchal  | France    | Deceuninck-Quick Step | + 1 min 48 s    |

### 2eétape
| \| Classement de l'étape \| Classement de l'étape \| Classement de l'étape \| Classement de l'étape \| Classement de l'étape \| \| Coureur \| Coureur \| Pays \| Équipe \| Temps \| \| --------------------- \| --------------------- \| --------------------- \| -------------------------- \| --------------------- \| \| 1er \| Álvaro Hodeg \| Colombie \| Deceuninck-Quick Step \| 4 h 09 min 58 s \| \| 2e \| Florian Sénéchal \| France \| Deceuninck-Quick Step \| + 0 s \| \| 3e \| Philippe Gilbert \| Belgique \| Deceuninck-Quick Step \| + 0 s \| \| 4e \| Sacha Modolo \| Italie \| EF Education First \| + 0 s \| \| 5e \| Heinrich Haussler \| Australie \| Bahrain-Merida \| + 0 s \| \| 6e \| Sjoerd van Ginneken \| Pays-Bas \| Roompot-Charles \| + 0 s \| \| 7e \| Marco Canola \| Italie \| Nippo-Vini Fantini-Faizanè \| + 0 s \| \| 8e \| Rui Oliveira \| Portugal \| UAE Team Emirates \| + 0 s \| \| 9e \| Jordi Warlop \| Belgique \| Sport Vlaanderen-Baloise \| + 0 s \| \| 10e \| Dmitriy Gruzdev \| Kazakhstan \| Astana \| + 0 s \| |                     |            |                            |                 |
| |                     |            |                            |                 |
| Source : ProCyclingStats |                     |            |                            |                 |
| Classement de l'étape |                     |            |                            |                 |
| Coureur | Coureur             | Pays       | Équipe                     | Temps           |
| 1er | Álvaro Hodeg        | Colombie   | Deceuninck-Quick Step      | 4 h 09 min 58 s |
| 2e | Florian Sénéchal    | France     | Deceuninck-Quick Step      | + 0 s           |
| 3e | Philippe Gilbert    | Belgique   | Deceuninck-Quick Step      | + 0 s           |
| 4e | Sacha Modolo        | Italie     | EF Education First         | + 0 s           |
| 5e | Heinrich Haussler   | Australie  | Bahrain-Merida             | + 0 s           |
| 6e | Sjoerd van Ginneken | Pays-Bas   | Roompot-Charles            | + 0 s           |
| 7e | Marco Canola        | Italie     | Nippo-Vini Fantini-Faizanè | + 0 s           |
| 8e | Rui Oliveira        | Portugal   | UAE Team Emirates          | + 0 s           |
| 9e | Jordi Warlop        | Belgique   | Sport Vlaanderen-Baloise   | + 0 s           |
| 10e | Dmitriy Gruzdev     | Kazakhstan | Astana                     | + 0 s           |

| \| Classement général \| Classement général \| Classement général \| Classement général \| Classement général \| \| Coureur \| Coureur \| Pays \| Équipe \| Temps \| \| ------------------ \| ------------------- \| ------------------ \| ------------------------ \| ------------------ \| \| 1er \| Álvaro Hodeg \| Colombie \| Deceuninck-Quick Step \| 4 h 09 min 48 s \| \| 2e \| Florian Sénéchal \| France \| Deceuninck-Quick Step \| + 4 s \| \| 3e \| Philippe Gilbert \| Belgique \| Deceuninck-Quick Step \| + 6 s \| \| 4e \| Sacha Modolo \| Italie \| EF Education First \| + 10 s \| \| 5e \| Heinrich Haussler \| Australie \| Bahrain-Merida \| + 10 s \| \| 6e \| Sjoerd van Ginneken \| Pays-Bas \| Roompot-Charles \| + 10 s \| \| 7e \| Rui Oliveira \| Portugal \| UAE Team Emirates \| + 10 s \| \| 8e \| Jordi Warlop \| Belgique \| Sport Vlaanderen-Baloise \| + 10 s \| \| 9e \| Dmitriy Gruzdev \| Kazakhstan \| Astana \| + 10 s \| \| 10e \| Eduard Prades \| Espagne \| Movistar Team \| + 10 s \| |                     |            |                          |                 |
| |                     |            |                          |                 |
| Source : ProCyclingStats |                     |            |                          |                 |
| Classement général |                     |            |                          |                 |
| Coureur | Coureur             | Pays       | Équipe                   | Temps           |
| 1er | Álvaro Hodeg        | Colombie   | Deceuninck-Quick Step    | 4 h 09 min 48 s |
| 2e | Florian Sénéchal    | France     | Deceuninck-Quick Step    | + 4 s           |
| 3e | Philippe Gilbert    | Belgique   | Deceuninck-Quick Step    | + 6 s           |
| 4e | Sacha Modolo        | Italie     | EF Education First       | + 10 s          |
| 5e | Heinrich Haussler   | Australie  | Bahrain-Merida           | + 10 s          |
| 6e | Sjoerd van Ginneken | Pays-Bas   | Roompot-Charles          | + 10 s          |
| 7e | Rui Oliveira        | Portugal   | UAE Team Emirates        | + 10 s          |
| 8e | Jordi Warlop        | Belgique   | Sport Vlaanderen-Baloise | + 10 s          |
| 9e | Dmitriy Gruzdev     | Kazakhstan | Astana                   | + 10 s          |
| 10e | Eduard Prades       | Espagne    | Movistar Team            | + 10 s          |

### 3eétape
| \| Classement de l'étape \| Classement de l'étape \| Classement de l'étape \| Classement de l'étape \| Classement de l'étape \| \| Coureur \| Coureur \| Pays \| Équipe \| Temps \| \| --------------------- \| --------------------- \| --------------------- \| ----------------------------- \| --------------------- \| \| 1er \| Mark Padun \| Ukraine \| Bahrain-Merida \| 5 h 54 min 16 s \| \| 2e \| Dayer Quintana \| Colombie \| Neri Sottoli-Selle Italia-KTM \| + 0 s \| \| 3e \| Ben Hermans \| Belgique \| Israel Cycling Academy \| + 0 s \| \| 4e \| Jonathan Caicedo \| Équateur \| EF Education First \| + 0 s \| \| 5e \| James Knox \| Royaume-Uni \| Deceuninck-Quick Step \| + 5 s \| \| 6e \| Matteo Badilatti \| Suisse \| Israel Cycling Academy \| + 41 s \| \| 7e \| Nicola Conci \| Italie \| Trek-Segafredo \| + 1 min 07 s \| \| 8e \| Jan Polanc \| Slovénie \| UAE Team Emirates \| + 1 min 17 s \| \| 9e \| Remco Evenepoel \| Belgique \| Deceuninck-Quick Step \| + 1 min 31 s \| \| 10e \| Daniel Muñoz \| Colombie \| Androni Giocattoli-Sidermec \| + 2 min 28 s \| |                  |             |                               |                 |
| |                  |             |                               |                 |
| Source : ProCyclingStats |                  |             |                               |                 |
| Classement de l'étape |                  |             |                               |                 |
| Coureur | Coureur          | Pays        | Équipe                        | Temps           |
| 1er | Mark Padun       | Ukraine     | Bahrain-Merida                | 5 h 54 min 16 s |
| 2e | Dayer Quintana   | Colombie    | Neri Sottoli-Selle Italia-KTM | + 0 s           |
| 3e | Ben Hermans      | Belgique    | Israel Cycling Academy        | + 0 s           |
| 4e | Jonathan Caicedo | Équateur    | EF Education First            | + 0 s           |
| 5e | James Knox       | Royaume-Uni | Deceuninck-Quick Step         | + 5 s           |
| 6e | Matteo Badilatti | Suisse      | Israel Cycling Academy        | + 41 s          |
| 7e | Nicola Conci     | Italie      | Trek-Segafredo                | + 1 min 07 s    |
| 8e | Jan Polanc       | Slovénie    | UAE Team Emirates             | + 1 min 17 s    |
| 9e | Remco Evenepoel  | Belgique    | Deceuninck-Quick Step         | + 1 min 31 s    |
| 10e | Daniel Muñoz     | Colombie    | Androni Giocattoli-Sidermec   | + 2 min 28 s    |

| \| Classement général \| Classement général \| Classement général \| Classement général \| Classement général \| \| Coureur \| Coureur \| Pays \| Équipe \| Temps \| \| ------------------ \| ------------------ \| ------------------ \| ----------------------------- \| ------------------ \| \| 1er \| Mark Padun \| Ukraine \| Bahrain-Merida \| 10 h 04 min 04 s \| \| 2e \| Ben Hermans \| Belgique \| Israel Cycling Academy \| + 6 s \| \| 3e \| Jonathan Caicedo \| Équateur \| EF Education First \| + 10 s \| \| 4e \| James Knox \| Royaume-Uni \| Deceuninck-Quick Step \| + 15 s \| \| 5e \| Nicola Conci \| Italie \| Trek-Segafredo \| + 1 min 17 s \| \| 6e \| Dayer Quintana \| Colombie \| Neri Sottoli-Selle Italia-KTM \| + 1 min 32 s \| \| 7e \| Jan Polanc \| Slovénie \| UAE Team Emirates \| + 2 min 55 s \| \| 8e \| Remco Evenepoel \| Belgique \| Deceuninck-Quick Step \| + 3 min 09 s \| \| 9e \| Daniel Muñoz \| Colombie \| Androni Giocattoli-Sidermec \| + 4 min 06 s \| \| 10e \| Mikkel Honoré \| Danemark \| Deceuninck-Quick Step \| + 5 min 20 s \| |                  |             |                               |                  |
| |                  |             |                               |                  |
| Source : ProCyclingStats |                  |             |                               |                  |
| Classement général |                  |             |                               |                  |
| Coureur | Coureur          | Pays        | Équipe                        | Temps            |
| 1er | Mark Padun       | Ukraine     | Bahrain-Merida                | 10 h 04 min 04 s |
| 2e | Ben Hermans      | Belgique    | Israel Cycling Academy        | + 6 s            |
| 3e | Jonathan Caicedo | Équateur    | EF Education First            | + 10 s           |
| 4e | James Knox       | Royaume-Uni | Deceuninck-Quick Step         | + 15 s           |
| 5e | Nicola Conci     | Italie      | Trek-Segafredo                | + 1 min 17 s     |
| 6e | Dayer Quintana   | Colombie    | Neri Sottoli-Selle Italia-KTM | + 1 min 32 s     |
| 7e | Jan Polanc       | Slovénie    | UAE Team Emirates             | + 2 min 55 s     |
| 8e | Remco Evenepoel  | Belgique    | Deceuninck-Quick Step         | + 3 min 09 s     |
| 9e | Daniel Muñoz     | Colombie    | Androni Giocattoli-Sidermec   | + 4 min 06 s     |
| 10e | Mikkel Honoré    | Danemark    | Deceuninck-Quick Step         | + 5 min 20 s     |

### 4eétape
| \| Classement de l'étape \| Classement de l'étape \| Classement de l'étape \| Classement de l'étape \| Classement de l'étape \| \| Coureur \| Coureur \| Pays \| Équipe \| Temps \| \| --------------------- \| --------------------- \| --------------------- \| ----------------------------- \| --------------------- \| \| 1er \| Remco Evenepoel \| Belgique \| Deceuninck-Quick Step \| 4 h 50 min 19 s \| \| 2e \| Philippe Gilbert \| Belgique \| Deceuninck-Quick Step \| + 2 min 13 s \| \| 3e \| Maurits Lammertink \| Pays-Bas \| Roompot-Charles \| + 2 min 13 s \| \| 4e \| Ben Hermans \| Belgique \| Israel Cycling Academy \| + 2 min 13 s \| \| 5e \| James Knox \| Royaume-Uni \| Deceuninck-Quick Step \| + 2 min 13 s \| \| 6e \| Mark Padun \| Ukraine \| Bahrain-Merida \| + 2 min 13 s \| \| 7e \| Eduard Prades \| Espagne \| Movistar Team \| + 2 min 13 s \| \| 8e \| Jan Polanc \| Slovénie \| UAE Team Emirates \| + 2 min 13 s \| \| 9e \| Nicola Conci \| Italie \| Trek-Segafredo \| + 2 min 13 s \| \| 10e \| Dayer Quintana \| Colombie \| Neri Sottoli-Selle Italia-KTM \| + 2 min 23 s \| |                    |             |                               |                 |
| |                    |             |                               |                 |
| Source : ProCyclingStats |                    |             |                               |                 |
| Classement de l'étape |                    |             |                               |                 |
| Coureur | Coureur            | Pays        | Équipe                        | Temps           |
| 1er | Remco Evenepoel    | Belgique    | Deceuninck-Quick Step         | 4 h 50 min 19 s |
| 2e | Philippe Gilbert   | Belgique    | Deceuninck-Quick Step         | + 2 min 13 s    |
| 3e | Maurits Lammertink | Pays-Bas    | Roompot-Charles               | + 2 min 13 s    |
| 4e | Ben Hermans        | Belgique    | Israel Cycling Academy        | + 2 min 13 s    |
| 5e | James Knox         | Royaume-Uni | Deceuninck-Quick Step         | + 2 min 13 s    |
| 6e | Mark Padun         | Ukraine     | Bahrain-Merida                | + 2 min 13 s    |
| 7e | Eduard Prades      | Espagne     | Movistar Team                 | + 2 min 13 s    |
| 8e | Jan Polanc         | Slovénie    | UAE Team Emirates             | + 2 min 13 s    |
| 9e | Nicola Conci       | Italie      | Trek-Segafredo                | + 2 min 13 s    |
| 10e | Dayer Quintana     | Colombie    | Neri Sottoli-Selle Italia-KTM | + 2 min 23 s    |

| \| Classement général \| Classement général \| Classement général \| Classement général \| Classement général \| \| Coureur \| Coureur \| Pays \| Équipe \| Temps \| \| ------------------ \| ------------------ \| ------------------ \| ----------------------------- \| ------------------ \| \| 1er \| Mark Padun \| Ukraine \| Bahrain-Merida \| 14 h 56 min 36 s \| \| 2e \| Ben Hermans \| Belgique \| Israel Cycling Academy \| + 6 s \| \| 3e \| James Knox \| Royaume-Uni \| Deceuninck-Quick Step \| + 15 s \| \| 4e \| Jonathan Caicedo \| Équateur \| EF Education First \| + 20 s \| \| 5e \| Remco Evenepoel \| Belgique \| Deceuninck-Quick Step \| + 46 s \| \| 6e \| Nicola Conci \| Italie \| Trek-Segafredo \| + 1 min 17 s \| \| 7e \| Dayer Quintana \| Colombie \| Neri Sottoli-Selle Italia-KTM \| + 1 min 42 s \| \| 8e \| Jan Polanc \| Slovénie \| UAE Team Emirates \| + 2 min 55 s \| \| 9e \| Daniel Muñoz \| Colombie \| Androni Giocattoli-Sidermec \| + 4 min 25 s \| \| 10e \| Mikkel Honoré \| Danemark \| Deceuninck-Quick Step \| + 5 min 50 s \| |                  |             |                               |                  |
| |                  |             |                               |                  |
| Source : ProCyclingStats |                  |             |                               |                  |
| Classement général |                  |             |                               |                  |
| Coureur | Coureur          | Pays        | Équipe                        | Temps            |
| 1er | Mark Padun       | Ukraine     | Bahrain-Merida                | 14 h 56 min 36 s |
| 2e | Ben Hermans      | Belgique    | Israel Cycling Academy        | + 6 s            |
| 3e | James Knox       | Royaume-Uni | Deceuninck-Quick Step         | + 15 s           |
| 4e | Jonathan Caicedo | Équateur    | EF Education First            | + 20 s           |
| 5e | Remco Evenepoel  | Belgique    | Deceuninck-Quick Step         | + 46 s           |
| 6e | Nicola Conci     | Italie      | Trek-Segafredo                | + 1 min 17 s     |
| 7e | Dayer Quintana   | Colombie    | Neri Sottoli-Selle Italia-KTM | + 1 min 42 s     |
| 8e | Jan Polanc       | Slovénie    | UAE Team Emirates             | + 2 min 55 s     |
| 9e | Daniel Muñoz     | Colombie    | Androni Giocattoli-Sidermec   | + 4 min 25 s     |
| 10e | Mikkel Honoré    | Danemark    | Deceuninck-Quick Step         | + 5 min 50 s     |

### 5eétape
| \| Classement de l'étape \| Classement de l'étape \| Classement de l'étape \| Classement de l'étape \| Classement de l'étape \| \| Coureur \| Coureur \| Pays \| Équipe \| Temps \| \| --------------------- \| --------------------- \| --------------------- \| ----------------------------- \| --------------------- \| \| 1er \| Álvaro Hodeg \| Colombie \| Deceuninck-Quick Step \| 2 h 10 min 02 s \| \| 2e \| Edward Theuns \| Belgique \| Trek-Segafredo \| + 0 s \| \| 3e \| Sacha Modolo \| Italie \| EF Education First \| + 0 s \| \| 4e \| Florian Sénéchal \| France \| Deceuninck-Quick Step \| + 0 s \| \| 5e \| Jordi Warlop \| Belgique \| Sport Vlaanderen-Baloise \| + 0 s \| \| 6e \| Yevgeniy Gidich \| Kazakhstan \| Astana \| + 0 s \| \| 7e \| Alberto Dainese \| Italie \| SEG Racing Academy \| + 0 s \| \| 8e \| Simone Velasco \| Italie \| Neri Sottoli-Selle Italia-KTM \| + 0 s \| \| 9e \| Matteo Malucelli \| Italie \| Caja Rural-Seguros RGA \| + 0 s \| \| 10e \| Ryan Gibbons \| Afrique du Sud \| Dimension Data \| + 0 s \| |                  |                |                               |                 |
| |                  |                |                               |                 |
| Source : ProCyclingStats |                  |                |                               |                 |
| Classement de l'étape |                  |                |                               |                 |
| Coureur | Coureur          | Pays           | Équipe                        | Temps           |
| 1er | Álvaro Hodeg     | Colombie       | Deceuninck-Quick Step         | 2 h 10 min 02 s |
| 2e | Edward Theuns    | Belgique       | Trek-Segafredo                | + 0 s           |
| 3e | Sacha Modolo     | Italie         | EF Education First            | + 0 s           |
| 4e | Florian Sénéchal | France         | Deceuninck-Quick Step         | + 0 s           |
| 5e | Jordi Warlop     | Belgique       | Sport Vlaanderen-Baloise      | + 0 s           |
| 6e | Yevgeniy Gidich  | Kazakhstan     | Astana                        | + 0 s           |
| 7e | Alberto Dainese  | Italie         | SEG Racing Academy            | + 0 s           |
| 8e | Simone Velasco   | Italie         | Neri Sottoli-Selle Italia-KTM | + 0 s           |
| 9e | Matteo Malucelli | Italie         | Caja Rural-Seguros RGA        | + 0 s           |
| 10e | Ryan Gibbons     | Afrique du Sud | Dimension Data                | + 0 s           |

## Classements finals

### Classement général
| \| Classement général \| Classement général \| Classement général \| Classement général \| Classement général \| \| Coureur \| Coureur \| Pays \| Équipe \| Temps \| \| ------------------ \| ------------------ \| ------------------ \| ----------------------------- \| ------------------ \| \| 1er \| Mark Padun \| Ukraine \| Bahrain-Merida \| 17 h 06 min 45 s \| \| 2e \| Ben Hermans \| Belgique \| Israel Cycling Academy \| + 15 s \| \| 3e \| James Knox \| Royaume-Uni \| Deceuninck-Quick Step \| + 24 s \| \| 4e \| Jonathan Caicedo \| Équateur \| EF Education First \| + 29 s \| \| 5e \| Nicola Conci \| Italie \| Trek-Segafredo \| + 1 min 26 s \| \| 6e \| Dayer Quintana \| Colombie \| Neri Sottoli-Selle Italia-KTM \| + 1 min 42 s \| \| 7e \| Jan Polanc \| Slovénie \| UAE Team Emirates \| + 2 min 58 s \| \| 8e \| Remco Evenepoel \| Belgique \| Deceuninck-Quick Step \| + 4 min 20 s \| \| 9e \| Daniel Muñoz \| Colombie \| Androni Giocattoli-Sidermec \| + 4 min 34 s \| \| 10e \| Mikkel Honoré \| Danemark \| Deceuninck-Quick Step \| + 5 min 59 s \| |                  |             |                               |                  |
| |                  |             |                               |                  |
| Source : ProCyclingStats |                  |             |                               |                  |
| Classement général |                  |             |                               |                  |
| Coureur | Coureur          | Pays        | Équipe                        | Temps            |
| 1er | Mark Padun       | Ukraine     | Bahrain-Merida                | 17 h 06 min 45 s |
| 2e | Ben Hermans      | Belgique    | Israel Cycling Academy        | + 15 s           |
| 3e | James Knox       | Royaume-Uni | Deceuninck-Quick Step         | + 24 s           |
| 4e | Jonathan Caicedo | Équateur    | EF Education First            | + 29 s           |
| 5e | Nicola Conci     | Italie      | Trek-Segafredo                | + 1 min 26 s     |
| 6e | Dayer Quintana   | Colombie    | Neri Sottoli-Selle Italia-KTM | + 1 min 42 s     |
| 7e | Jan Polanc       | Slovénie    | UAE Team Emirates             | + 2 min 58 s     |
| 8e | Remco Evenepoel  | Belgique    | Deceuninck-Quick Step         | + 4 min 20 s     |
| 9e | Daniel Muñoz     | Colombie    | Androni Giocattoli-Sidermec   | + 4 min 34 s     |
| 10e | Mikkel Honoré    | Danemark    | Deceuninck-Quick Step         | + 5 min 59 s     |

#### Classement par points
| Classement par points | Classement par points | Classement par points | Classement par points         | Classement par points |
| Coureur               | Coureur               | Pays                  | Équipe                        | Points                |
| --------------------- | --------------------- | --------------------- | ----------------------------- | --------------------- |
| 1er                   | Álvaro Hodeg          | Colombie              | Deceuninck-Quick Step         | 50 pts                |
| 2e                    | Remco Evenepoel       | Belgique              | Deceuninck-Quick Step         | 37 pts                |
| 3e                    | Philippe Gilbert      | Belgique              | Deceuninck-Quick Step         | 30 pts                |
| 4e                    | Florian Sénéchal      | France                | Deceuninck-Quick Step         | 26 pts                |
| 5e                    | Mark Padun            | Ukraine               | Bahrain-Merida                | 22 pts                |
| 6e                    | Dmitriy Gruzdev       | Kazakhstan            | Astana                        | 21 pts                |
| 7e                    | Sacha Modolo          | Italie                | EF Education First            | 20 pts                |
| 8e                    | Edward Theuns         | Belgique              | Trek-Segafredo                | 18 pts                |
| 9e                    | Ben Hermans           | Belgique              | Israel Cycling Academy        | 17 pts                |
| 10e                   | Dayer Quintana        | Colombie              | Neri Sottoli-Selle Italia-KTM | 13 pts                |

#### Classement de la montagne
| Classement de la montagne | Classement de la montagne | Classement de la montagne | Classement de la montagne     | Classement de la montagne |
| Coureur                   | Coureur                   | Pays                      | Équipe                        | Points                    |
| ------------------------- | ------------------------- | ------------------------- | ----------------------------- | ------------------------- |
| 1er                       | Ben Hermans               | Belgique                  | Israel Cycling Academy        | 16 pts                    |
| 2e                        | Mark Padun                | Ukraine                   | Bahrain-Merida                | 13 pts                    |
| 3e                        | James Knox                | Royaume-Uni               | Deceuninck-Quick Step         | 13 pts                    |
| 4e                        | Dayer Quintana            | Colombie                  | Neri Sottoli-Selle Italia-KTM | 12 pts                    |
| 5e                        | Matteo Badilatti          | Suisse                    | Israel Cycling Academy        | 10 pts                    |
| 6e                        | Remco Evenepoel           | Belgique                  | Deceuninck-Quick Step         | 9 pts                     |
| 7e                        | Philippe Gilbert          | Belgique                  | Deceuninck-Quick Step         | 7 pts                     |
| 8e                        | Fausto Masnada            | Italie                    | Androni Giocattoli-Sidermec   | 5 pts                     |
| 9e                        | Mads Pedersen             | Danemark                  | Trek-Segafredo                | 5 pts                     |
| 10e                       | Jonathan Caicedo          | Équateur                  | EF Education First            | 4 pts                     |

#### Classement du meilleur jeune
| Classement du meilleur jeune | Classement du meilleur jeune | Classement du meilleur jeune | Classement du meilleur jeune | Classement du meilleur jeune |
| Coureur                      | Coureur                      | Pays                         | Équipe                       | Temps                        |
| ---------------------------- | ---------------------------- | ---------------------------- | ---------------------------- | ---------------------------- |
| 1er                          | Mark Padun                   | Ukraine                      | Bahrain-Merida               | 17 h 06 min 45 s             |
| 2e                           | Nicola Conci                 | Italie                       | Trek-Segafredo               | + 1 min 26 s                 |
| 3e                           | Remco Evenepoel              | Belgique                     | Deceuninck-Quick Step        | + 4 min 20 s                 |
| 4e                           | Daniel Muñoz                 | Colombie                     | Androni Giocattoli-Sidermec  | + 4 min 34 s                 |
| 5e                           | Mikkel Honoré                | Danemark                     | Deceuninck-Quick Step        | + 5 min 59 s                 |
| 6e                           | Jonas Gregaard Wilsly        | Danemark                     | Astana                       | + 7 min 14 s                 |
| 7e                           | Mattia Bais                  | Italie                       | Cycling Team Friuli          | + 24 min 34 s                |
| 8e                           | Joan Bou                     | Espagne                      | Nippo-Vini Fantini-Faizanè   | + 26 min 21 s                |
| 9e                           | Yuriy Natarov                | Kazakhstan                   | Astana                       | + 26 min 51 s                |
| 10e                          | Kevin Rivera                 | Costa Rica                   | Androni Giocattoli-Sidermec  | + 31 min 15 s                |

#### Classement par équipes
| Classement par équipes | Classement par équipes        | Classement par équipes | Classement par équipes |
| Équipe                 | Équipe                        | Pays                   | Temps                  |
| ---------------------- | ----------------------------- | ---------------------- | ---------------------- |
| 1re                    | Deceuninck-Quick Step         | Belgique               | 51 h 25 min 13 s       |
| 2e                     | Neri Sottoli-Selle Italia-KTM | Italie                 | + 23 min 09 s          |
| 3e                     | Androni Giocattoli-Sidermec   | Italie                 | + 24 min 37 s          |
| 4e                     | Trek-Segafredo                | États-Unis             | + 42 min 47 s          |
| 5e                     | Israel Cycling Academy        | Israël                 | + 49 min 10 s          |